# Illyricum

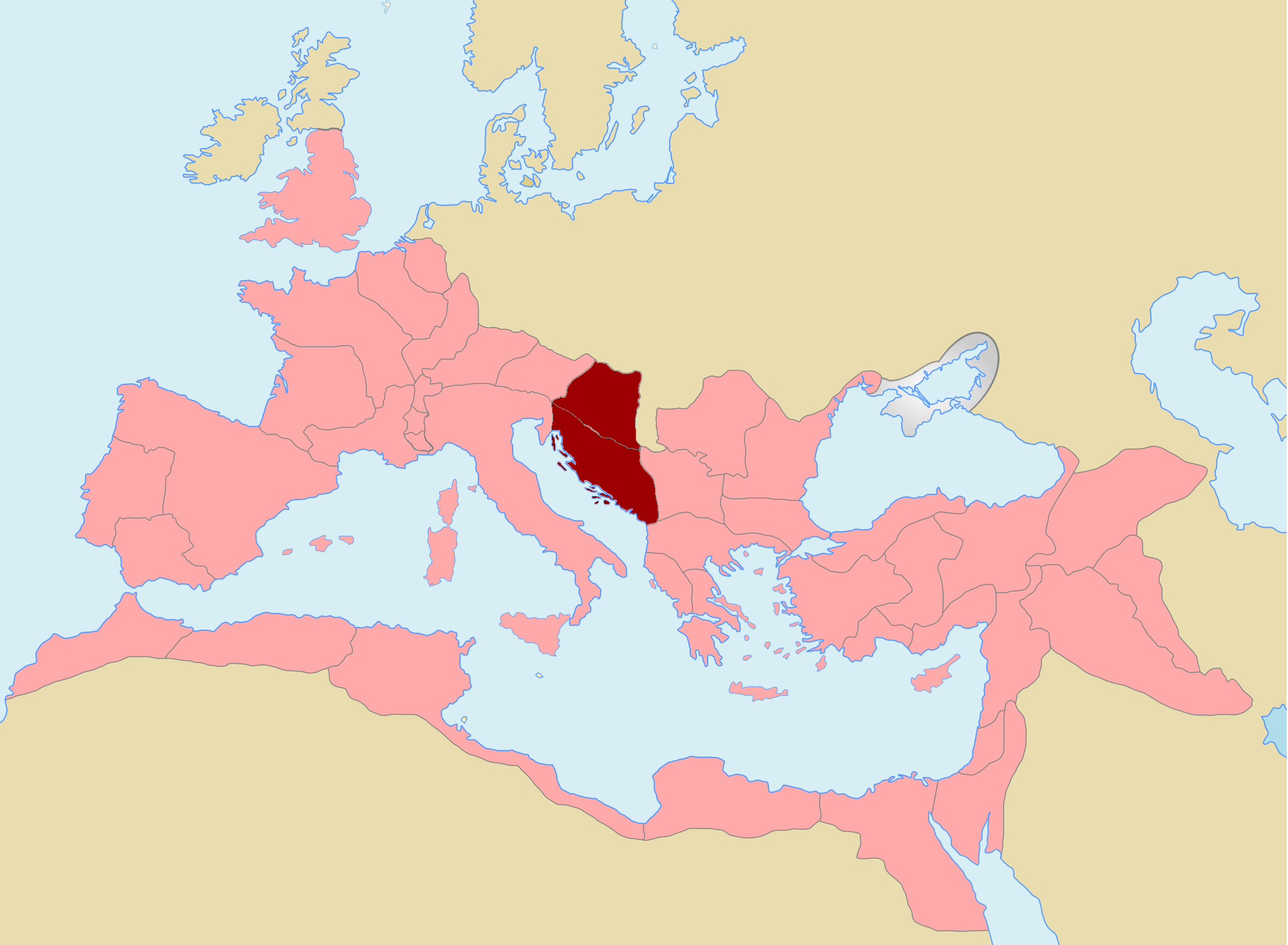
Romerska provinsen Illyricum bestående av Dalmatien och Pannonien.

Illyricum var en romersk provins i  västra delen av Balkanhalvön längs Adriatiska havets nordöstra och östra kust, även kallat Illyrien, och sträckte sig inåt land till Donau i norr.
Sjöröveri och invånarnas växande makt i Illyrien ledde till konflikter med romarna. Dessa hade år 167 efter de illyriska krigen, krigen mot Makedonien och kung Gentius av Illyrien tagit kontroll över stora delar av regionen. Efter ytterligare erövringar gjorde kejsar Augustus området år 27 f.Kr. till en romersk provins. Under första hälften av första århundradet e.Kr. indelades provinsen i Ilyricum Superior and Illyricum Inferior, Dalmatien och Pannonien. Pannonien var slätten som ligger söder om den västra krökningen av floden Donau.
Provinsen upplöstes under kejsar Vespasianus regeringstid (69–79 e.Kr.) och två nya provinser bildades – Dalmatien och Pannonien.